# تعليم العلوم
التربية العلمية أو تعليم العلوم هي تدريس وتعلم العلوم لأطفال المدارس أو طلاب الجامعات أو البالغين داخل عامة الناس. يشمل مجال تعليم العلوم العمل في محتوى العلوم، والعملية العلمية (المنهج العلمي)، وبعض العلوم الاجتماعية، وبعض من طرائق التدريس. توفر معايير تعليم العلوم توقعات لتنمية الفهم للطلاب خلال الدورة الدراسية الكاملة لتعليمهم من رياض الأطفال وحتى الصف الثاني عشر وما بعده. الموضوعات التقليدية المدرجة في المعايير هي العلوم الفيزيائية وعلوم الحياة وعلوم الأرض وعلوم الفضاء والعلوم الإنسانية.

## الخلفية التاريخية

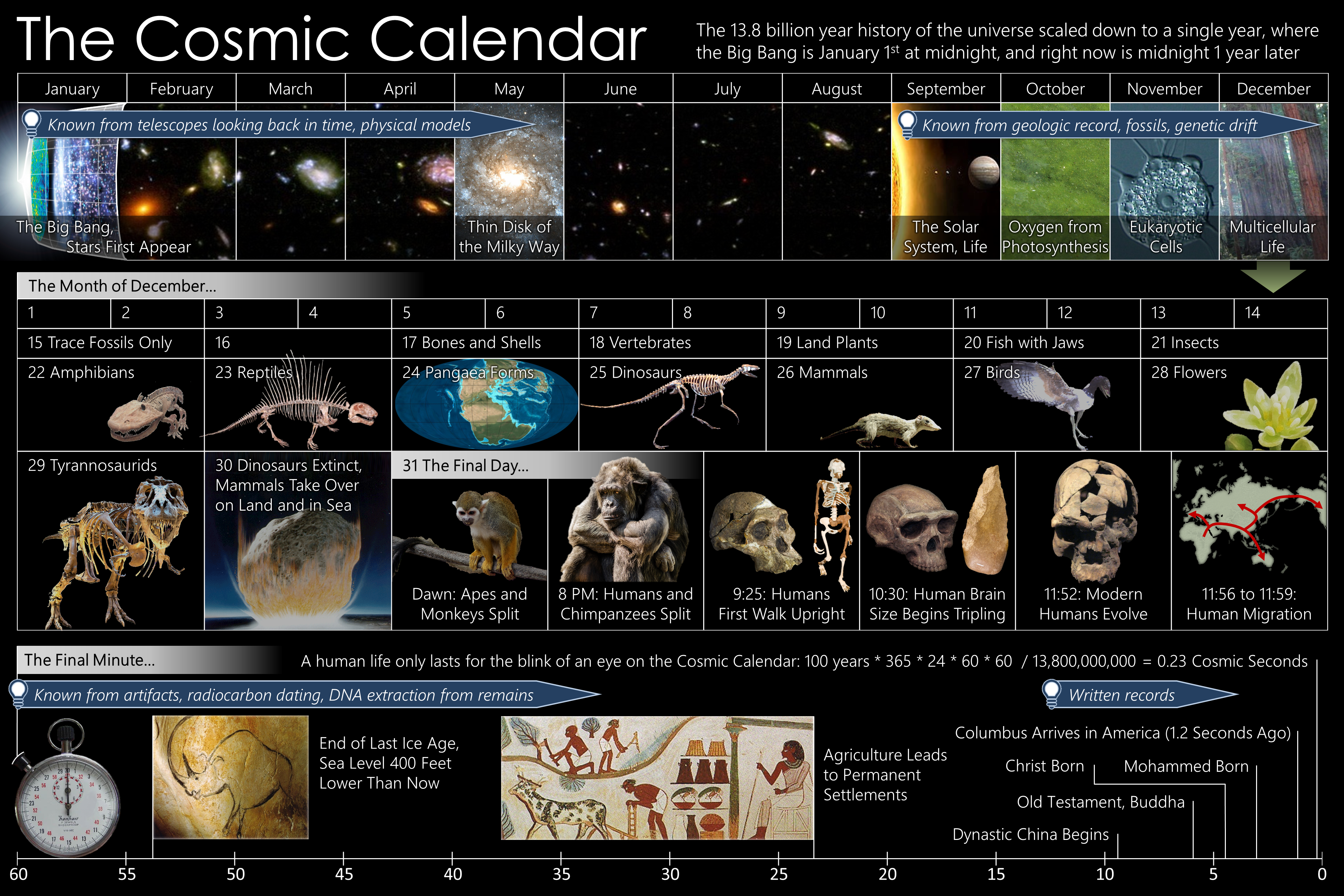
التقويم الكوني هو طريقة لتصور التسلسل الزمني للكون، وتحجيم عمره الحالي البالغ 13.8 مليار سنة إلى سنة واحدة من أجل المساعدة في الحدس لأغراض تربوية.

أول شخص يُنسب إليه الفضل في توظيفه كمدرس علوم في مدرسة عامة بريطانية كان ويليام شارب، الذي ترك الوظيفة في مدرسة رغبي في عام 1850 بعد إدخال العلوم في المناهج الدراسية. يُقال إن شارب قد أنشأ نموذجًا للعلوم ليتم تدريسه في نظام المدارس العامة البريطانية.
نشرت الجمعية البريطانية لتقدم العلوم (BAAS) تقريرًا في عام 1867 يدعو إلى تدريس "العلوم البحتة" وتدريب "العادة العلمية للعقل". دعمت حركة التعليم التقدمي أيديولوجية التدريب العقلي من خلال العلوم. شددت BAAS على التدريب قبل المهني المنفصل في تعليم العلوم الثانوية. بهذه الطريقة، يمكن إعداد أعضاء BAAS في المستقبل.
تباطأ التطور الأولي لتدريس العلوم بسبب نقص المعلمين المؤهلين. كان أحد التطورات الرئيسية هو تأسيس أول مجلس مدرسة لندن في عام 1870، والذي ناقش المناهج الدراسية. وكان التطور الآخر هو الشروع في دورات لتزويد البلاد بمعلمي العلوم المدربين. في كلتا الحالتين كان بتأثير توماس هنري هكسلي. كان جون تندل أيضًا مؤثرًا في تدريس العلوم الفيزيائية.
في الولايات المتحدة، كان تعليم العلوم مبعثرًا للموضوعات قبل توحيدها في تسعينيات القرن التاسع عشر. ظهر تطوير منهج العلوم تدريجيًا بعد نقاش موسع بين أيديولوجيتين، علم الجميع والتدريب قبل المهني. كنتيجة لمؤتمر ثلاثين مرشدًا ثانويًا ومن الكلية في فلوريدا، عينت الجمعية الوطنية للتعليم لجنة العشرة في عام 1892، والتي كانت لها سلطة تنظيم اجتماعات مستقبلية وتعيين لجان موضوعية للموضوعات الرئيسية التي يتم تدريسها في المدارس الثانوية. تألفت اللجنة من عشرة معلمين وترأسها تشارلز إليوت من جامعة هارفارد. لجنة العشرة عينت تسع لجان مؤتمرات: اللغة اللاتينية؛ اليونانية؛ الإنجليزية؛ اللغات الحديثة الأخرى؛ الرياضيات؛ التاريخ؛ الحكومة المدنية والاقتصاد السياسي؛ الفيزياء وعلم الفلك والكيمياء؛ التاريخ الطبيعي؛ والجغرافيا. تألفت كل لجنة من عشرة متخصصين بارزين من الكليات والمدارس العادية والمدارس الثانوية. تم تقديم تقارير اللجنة إلى لجنة العشرة، التي اجتمعت لمدة أربعة أيام في مدينة نيويورك، لإعداد تقرير شامل. في عام 1894، نشرت وكالة الطاقة النووية نتائج عمل لجان المؤتمر هذه.
وفقًا للجنة العشرة، كان الهدف من المدرسة الثانوية هو إعداد جميع الطلاب للقيام بعمل جيد في الحياة، والمساهمة في رفاهيتهم وصالح المجتمع. وكان الهدف الآخر هو إعداد بعض الطلاب للنجاح في الكلية.
دعمت هذه اللجنة نهج علم الجميع الذي يركز على التدريب العقلي وحجب الأداء في الدراسات العلمية عن الالتحاق بالكلية. شجع BAAS نموذجهم الطويل الأمد في المملكة المتحدة. تبنت الولايات المتحدة منهجًا يتسم بالآتي:
- يجب أن يركز العلم الأولي على الظواهر الطبيعية البسيطة (دراسة الطبيعة) عن طريق التجارب التي يتم إجراؤها "في الميدان".
- يجب أن يركز العلم الثانوي على العمل المخبري والقوائم المعدة من قبل اللجنة للتجارب المحددة.
- تدريس الحقائق والمبادئ.
- التحضير للكلية.

سيطر شكل التدريب الذهني المشترك والتدريب ما قبل الاحترافي على المنهج الدراسي باستمرار منذ بدايته وحتى الآن. ومع ذلك، فإن الحركة لدمج نهج إنساني، مثل تضمين الفنون (STEAM) وتعليم العلوم والتقانة والمجتمع والبيئة آخذ في النمو ويتم تنفيذه على نطاق أوسع في أواخر القرن العشرين. تقارير الأكاديمية الأمريكية لتقدم العلوم (AAAS)، بما في ذلك المشروع 2061، ومن قبل اللجنة الوطنية لمعايير تعليم العلوم وتقييمها، توضح أهداف تعليم العلوم التي تربط علوم الفصل بالتطبيقات العملية والآثار المجتمعية.

## مجالات تعليم العلوم
العلم هو موضوع عالمي يمتد إلى فرع المعرفة الذي يدرس بنية وسلوك العالم المادي والطبيعي من خلال الملاحظة والتجربة. ينقسم تعليم العلوم بشكل شائع إلى المجالات الثلاثة التالية: علم الأحياء والكيمياء والفيزياء. بالإضافة إلى ذلك، هناك مجموعة كبيرة من المؤلفات العلمية التي تدعو إلى تضمين تدريس طبيعة العلوم، والتي يتم تبنيها ببطء في المناهج الدراسية الوطنية.

### تعليم الفيزياء

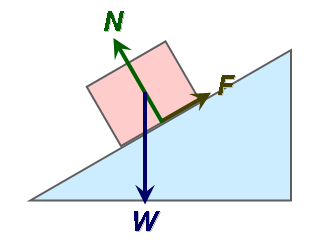
تبيان إيضاحي لجسم حر.

يتميز تعليم الفيزياء بدراسة العلوم التي تتناول المادة والطاقة وتفاعلاتهما.
الفيزياء أولا، وهو برنامج أقرته الجمعية الأمريكية لمدرسي الفيزياء، هو منهج يأخذ فيه طلاب الصف التاسع دورة تمهيدية في الفيزياء. والغرض من ذلك هو إثراء فهم الطلاب للفيزياء، والسماح بتدريس المزيد من التفاصيل في فصول الأحياء والكيمياء اللاحقة بالمدرسة الثانوية. ويهدف أيضًا إلى زيادة عدد الطلاب الذين يواصلون دراسة الفيزياء للصف الثاني عشر أو فيزياء AP، وهي دورات اختيارية بشكل عام في المدارس الثانوية الأمريكية.
عانى تعليم الفيزياء في المدارس الثانوية في الولايات المتحدة خلال العشرين عامًا الماضية لأن العديد من الولايات تتطلب الآن ثلاثة علوم فقط، والذي يمكن تحقيقه عن طريق دراسة علوم الأرض/الفيزياء والكيمياء وعلم الأحياء. حقيقة أن العديد من الطلاب لا يدرسون الفيزياء في المدرسة الثانوية يجعل الأمر أكثر صعوبة على هؤلاء الطلاب في أخذ دورات علمية في الكلية.
على مستوى الجامعة/الكلية، ثبت نجاح استخدام المشاريع ذات الصلة بالتقانة الملائمة لإثارة اهتمام التخصصات غير الفيزيائية بتعلم الفيزياء. هذه فرصة محتملة لإقامة علاقة بين الفيزياء والمنفعة الاجتماعية.

### تعليم الكيمياء

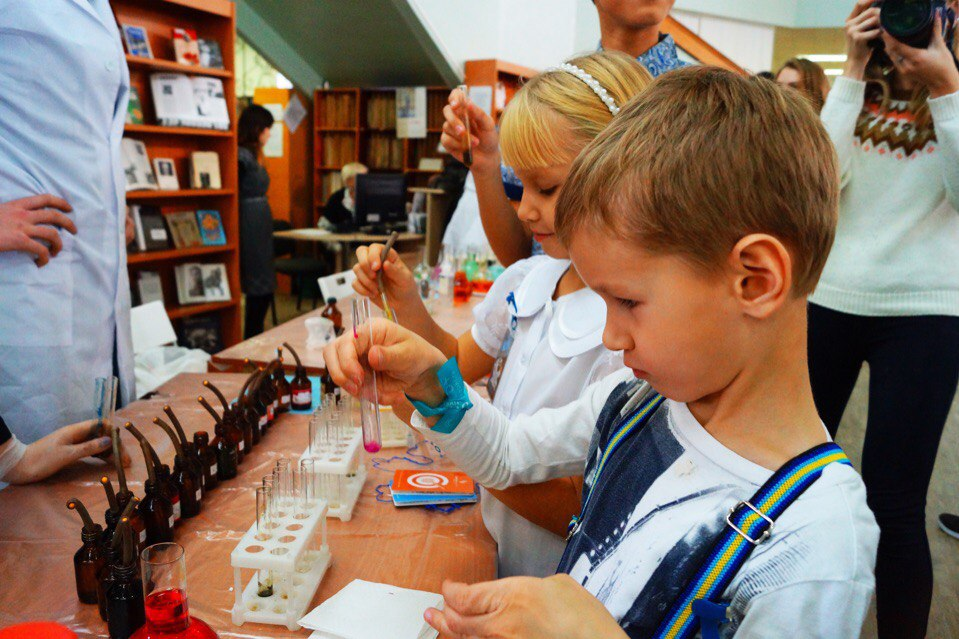
يخلط الأطفال مواد كيميائية مختلفة في أنابيب الاختبار كجزء من برنامج تعليم العلوم.

يتميز تعليم الكيمياء بدراسة العلوم التي تتناول تكوين وتركيب وخصائص المواد والتحولات التي تخضع لها.
الكيمياء هي دراسة المواد الكيميائية والعناصر وتأثيراتها وصفاتها. يتعلم الطلاب في الكيمياء الجدول الدوري. وهو فرع تعليم العلوم المعروف بأنه "يجب تدريس الكيمياء في سياق ذي صلة من أجل تعزيز الفهم الكامل لقضايا الاستدامة الحالية." كما ينص هذا المصدر على أن الكيمياء مادة مهمة للغاية في المدرسة لأنها تعلم الطلاب فهم القضايا في العالم. نظرًا لأن الأطفال يهتمون بالعالم من حولهم، يمكن لمعلمي الكيمياء جذب الاهتمام بدوره إلى زيادة تعليم الطلاب. يعد موضوع الكيمياء موضوعًا عمليًا للغاية، مما يعني أن معظم وقت الفصل يقضي في العمل أو إكمال التجارب.

### تعليم علم الأحياء
يتميز تعليم علم الأحياء بدراسة التركيب والوظيفة والوراثة وتطور جميع الكائنات الحية. علم الأحياء نفسه هو دراسة الكائنات الحية، من خلال مجالات مختلفة بما في ذلك علم التشكل وعلم وظائف الأعضاء وعلم التشريح والسلوك والأصل والتوزيع.
اعتمادًا على البلد ومستوى التعليم، هناك العديد من الأساليب لتدريس علم الأحياء. في الولايات المتحدة، هناك تركيز متزايد على القدرة على التحقيق في الأسئلة المتعلقة بعلم الأحياء وتحليلها على مدى فترة زمنية طويلة. تستند معايير التعليم البيولوجي الحالية على القرارات التي اتخذتها لجنة العشرة، والتي تهدف إلى توحيد التعلم قبل الجامعي في عام 1892. شددت اللجنة على أهمية تعلم التاريخ الطبيعي (علم الأحياء) أولاً، مع التركيز على الملاحظة من خلال العمل المخبري.

### تعليم طبيعة العلوم
يشير تعليم طبيعة العلوم إلى دراسة كيف أن العلم مبادرة بشرية، وكيف يتفاعل مع المجتمع، وما يفعله العلماء، وكيف يتم بناء المعرفة العلمية وتبادلها، وكيف تتطور، وكيف يتم استخدامها. يشدد على الطبيعة التجريبية والأساليب المختلفة المستخدمة في العلم. تم تحديد أهداف تعليم طبيعة العلوم لمساعدة الطلاب على تقييم البيانات العلمية والعلمية الزائفة، وتحفيزهم على دراسة العلوم وإعدادهم بشكل أفضل للعمل في مجال العلوم أو في مجال يتفاعل مع العلوم.

## بيداغوجيا
في حين أن الصورة العامة لتعليم العلوم قد تكون مجرد حقائق يتم تعلمها وحفظها عن ظهر قلب، فإن تعليم العلوم في التاريخ الحديث يركز أيضًا بشكل عام على تدريس مفاهيم العلوم ومعالجة المفاهيم الخاطئة التي قد يحملها المتعلمون فيما يتعلق بمفاهيم العلوم أو محتوى آخر. توماس كون، الذي أثر كتابه "بنية الثورات العلمية" الصادر عام 1962 بشكل كبير على فلسفة ما بعد الوضعية في العلوم، جادل بأن الطريقة التقليدية للتدريس في العلوم الطبيعية تميل إلى إنتاج عقلية جامدة.
منذ الثمانينيات، تأثر تعليم العلوم بشدة بالتفكير البنائي. تم إعلان البنائية في تعليم العلوم من خلال برنامج بحثي مكثف في تفكير الطلاب وتعلمهم في العلوم، وعلى وجه الخصوص استكشاف كيف يمكن للمدرسين تسهيل التغيير المفاهيمي نحو التفكير العلمي المتعارف عليه. تؤكد البنائية على الدور النشط للمتعلم، وأهمية المعرفة والفهم الحاليين في التوسط في التعلم، وأهمية التدريس الذي يوفر المستوى الأمثل من التوجيه للمتعلمين.
وفقًا لمنتدى السياسة لعام 2004 في مجلة ساينس، "يتضمن التدريس العلمي إستراتيجيات التعلم النشط لإشراك الطلاب في عملية العلوم وطرق التدريس التي تم اختبارها بشكل منهجي وتبين أنها تصل إلى طلاب متنوعين."
يسرد مجلد التدريس العلمي لعام 2007 ثلاثة مبادئ رئيسية للتدريس العلمي:
- التعلم النشط: عملية يشارك فيها الطلاب بنشاط في التعلم. قد يشمل التعلم القائم على الاستفسار أو التعلم التعاوني أو التعلم المتمحور حول الطالب.
- التقييم: أدوات لقياس التقدم نحو وتحقيق أهداف التعلم.
- التنوع: اتساع الاختلافات التي تجعل كل طالب فريدًا، وكل مجموعة من الطلاب فريدة، وكل تجربة تعليمية فريدة من نوعها. يشمل التنوع كل شيء في الفصل الدراسي: الطلاب والمعلمون والمحتوى وطرق التدريس والسياق.

يجب أن تشكل هذه العناصر أساس القرارات التعليمية والتربوية في الفصل الدراسي. تعد بيئة التعلم "SCALE-UP" مثالاً على تطبيق منهج التدريس العلمي. في الممارسة العملية، يستخدم التدريس العلمي نهج "التصميم الرجعي". يقرر المعلم أولاً ما يجب على الطلاب معرفته والقدرة على القيام به (أهداف التعلم)، ثم يحدد ما يمكن أن يكون دليلًا على تحقيق الطالب لأهداف التعلم، ثم يصمم التقييمات لقياس هذا الإنجاز. أخيرًا، يخطط المعلم لأنشطة التعلم، والتي ينبغي أن تسهل تعلم الطلاب من خلال الاكتشاف العلمي.

### نهج الاكتشاف الموجه
جنبًا إلى جنب مع جون ديوي وجيروم برونر وكثيرين غيرهم، يقدم آرثر كوستلر نقدًا لتعليم العلوم المعاصر ويقترح استبداله بنهج الاكتشاف الموجه:
لاشتقاق المتعة من فن الاكتشاف، كما هو الحال من الفنون الأخرى، يجب على المستهلك -الطالب في هذه الحالة- إعادة الحياة إلى حد ما للعملية الإبداعية. بعبارة أخرى، يجب حثه، بمساعدة وتوجيه مناسبين، على القيام ببعض الاكتشافات الأساسية للعلم بنفسه، ليختبر في عقله بعضًا من ومضات البصيرة التي أنارت طريقه... إن الطريقة التقليدية في مواجهة الطالب ليس بالمشكلة بل بالحل النهائي، تعني حرمانه من كل الإثارة، [إيقاف] الدافع الإبداعي، [اختزال] مغامرة البشرية إلى كومة من النظريات المتربة.
تتوفر توضيحات عملية محددة لهذا النهج.

## البحث
تم استنباط ممارسة تعليم العلوم بشكل متزايد من خلال البحث في تدريس العلوم وتعلمها. يعتمد البحث في تعليم العلوم على مجموعة متنوعة من المنهجيات المستعارة من العديد من فروع العلوم والهندسة مثل علوم الحاسوب والعلوم الاستعرافية وعلم النفس المعرفي وعلم الإنسان. يهدف بحث تعليم العلوم إلى تحديد أو تمييز ما يشكل التعلم في العلوم وكيف يتم تحقيقه.
لخص جون د. برانسفورد وآخرون البحث المكثف حول تفكير الطلاب على أنه يحتوي على ثلاث نتائج رئيسية:
التصورات المسبقةتعتبر الأفكار السابقة حول كيفية عمل الأشياء عنيدة بشكل ملحوظ ويجب على المعلم أن يتعامل بشكل صريح مع المفاهيم الخاطئة المحددة لدى الطلاب إذا أراد الطالب إعادة تكوين مفهومه الخاطئ لصالح تفسير آخر. لذلك، من الضروري أن يعرف المعلمون كيفية التعرف على المفاهيم المسبقة للطلاب وجعلها جزءًا منتظمًا من تخطيطهم.
تنظيم المعرفةلكي يصبح الطلاب متعلمين حقًا في مجال من مجالات العلوم، يجب أن "(أ) يتحقق لديهم أساس عميق من المعرفة الواقعية، (ب) فهم الحقائق والأفكار في سياق إطار مفاهيمي، و(ج) تنظيم المعرفة بطرق التي تسهل الاسترجاع والتطبيق".
ما وراء المعرفةسيستفيد الطلاب من التفكير في تفكيرهم وتعلمهم. يجب تعليمهم طرقًا لتقييم معرفتهم وما لا يعرفونه، وتقييم أساليب تفكيرهم، وتقييم استنتاجاتهم. مارس بعض المعلمين وغيرهم مناقشات العلوم الزائفة ودعوا إليها كوسيلة لفهم ماهية التفكير علميًا ومعالجة المشكلات التي أدخلها العلم الزائف.
يتم صقل تقانات التعليم لتلبية الاحتياجات المحددة لمعلمي العلوم. أظهرت إحدى الدراسات البحثية التي تناولت كيفية استخدام الهواتف المحمولة في إعدادات تدريس العلوم بعد المرحلة الثانوية أن تقانات الهاتف المحمول يمكن أن تزيد من مشاركة الطلاب وتحفيزهم في الفصل الدراسي للعلوم.
وفقًا لببليوغرافيا حول البحث البنائي حول تدريس العلوم وتعلمها في عام 2005، تم إجراء حوالي 64 بالمائة من الدراسات الموثقة في مجال الفيزياء، و21 بالمائة في مجال علم الأحياء، و15 بالمائة في الكيمياء. يبدو أن السبب الرئيسي لهيمنة الفيزياء على البحث في التدريس والتعلم هو أن فهم الفيزياء يتضمن صعوبات بسبب الطبيعة الخاصة للفيزياء. أظهرت الأبحاث حول مفاهيم الطلاب أن معظم الأفكار قبل التعليمية (اليومية) التي يجلبها الطلاب لتعليم الفيزياء تتعارض بشكل صارخ مع مفاهيم ومبادئ الفيزياء التي يتعين تحقيقها-من رياض الأطفال إلى المستوى الثالث. غالبًا ما تكون أفكار الطلاب غير متوافقة مع وجهات نظر الفيزياء. وينطبق هذا أيضًا على أنماط التفكير والاستدلال العامة لدى الطلاب.

## حسب البلد

### أستراليا
كما هو الحال في إنجلترا وويلز، يعد تعليم العلوم في أستراليا إلزاميًا حتى السنة 11، حيث يمكن للطلاب اختيار دراسة واحد أو أكثر من الفروع المذكورة أعلاه. إذا لم يرغبوا في عدم دراسة العلوم بعد الآن، فلا يمكنهم اختيار أي من الفروع. مسار العلوم عبارة عن دورة تدريبية واحدة حتى السنة 11، مما يعني أن الطلاب يتعلمون في جميع الفروع مما يمنحهم فكرة عامة عما يدور حوله العلم. صرح مجلس المناهج الوطني الأسترالي (2009) أن "منهج العلوم سيتم تنظيمه حول ثلاثة محاور مترابطة: فهم العلوم ومهارات البحث العلمي والعلم كمسعى بشري." توفر هذه الخيوط للمعلمين والمعلمين إطارًا لكيفية توجيه طلابهم.
في عام 2011، أفيد أن المشكلة الرئيسية التي حلت بتعليم العلوم في أستراليا خلال العقد الماضي هي انخفاض الاهتمام بالعلوم. يختار طلاب أقل من 10 سنوات دراسة العلوم للعام 11، وهو ما يمثل إشكالية لأن هذه هي السنوات التي يشكل فيها الطلاب مواقف لمتابعة المهن العلمية. هذه القضية ليست فريدة من نوعها في أستراليا، ولكنها تحدث في بلدان في جميع أنحاء العالم.

### الصين
تعاني جودة التعليم في الصين لأن الفصل الدراسي النموذجي يضم 50 إلى 70 طالبًا. مع أكثر من 200 مليون طالب، تمتلك الصين أكبر نظام تعليمي في العالم. ومع ذلك، فإن 20% فقط من الطلاب يكملون برنامج العشر سنوات الصارم للتعليم الرسمي.
كما هو الحال في العديد من البلدان الأخرى، يتضمن منهج العلوم دورات متسلسلة في الفيزياء والكيمياء وعلم الأحياء. يحظى تعليم العلوم بأولوية عالية وهو مدفوع بالكتب المدرسية التي تؤلفها لجان العلماء والمعلمين. يركز تعليم العلوم في الصين بشكل كبير على الحفظ، كما أنه يولي اهتمامًا أقل لحل المشكلات وتطبيق المبادئ على المواقف الجديدة والتفسيرات والتنبؤات.

### المملكة المتحدة
في المدارس الإنجليزية والويلزية، تعتبر العلوم مادة إلزامية في المنهج الوطني. يجب على جميع التلاميذ من سن 5 إلى 16 سنة دراسة العلوم. يتم تدريسها عمومًا كعلم مادة واحدة حتى الصف السادس، ثم يتم تقسيمها إلى مستويات أ خاصة بالموضوع (الفيزياء والكيمياء وعلم الأحياء). ومع ذلك، فقد أعربت الحكومة منذ ذلك الحين عن رغبتها في منح الطلاب الذين حققوا نجاحًا جيدًا في سن 14 فرصة لدراسة العلوم الثلاثة المنفصلة اعتبارًا من سبتمبر 2008. في إسكتلندا، تم تقسيم المواد إلى الكيمياء والفيزياء وعلم الأحياء في سن 13-15 لبرنامج 4/5s الوطني في هذه المواد، وهناك أيضًا مؤهل علمي جامع يمكن للطلاب الالتحاق به، بشرط أن تقدمه مدرستهم.
في سبتمبر 2006، تم تقديم برنامج دراسي علمي جديد يُعرف باسم علوم القرن الحادي والعشرين كخيار GCSE في مدارس المملكة المتحدة، وهو مصمم "لمنح جميع الأطفال الذين تتراوح أعمارهم بين 14 و16 عامًا تجربة علمية جديرة بالاهتمام وملهمة". في نوفمبر 2013، كشف استطلاع Ofsted للعلوم في المدارس أن تدريس العلوم العملية لم يكن مهمًا بدرجة كافية. في غالبية المدارس الإنجليزية، يتمتع الطلاب بفرصة دراسة برنامج علمي منفصل كجزء من شهادة الثانوية العامة (GCSE) الخاصة بهم، مما يؤدي إلى حصولهم على 6 أوراق بحثية في نهاية السنة 11؛ عادة ما يملأ هذا أحد "الكتل" الاختيارية ويتطلب المزيد من الدروس العلمية أكثر من أولئك الذين يختارون عدم المشاركة في علوم منفصلة أو غير مدعوين. الطلاب الآخرون الذين يختارون عدم متابعة دورة العلوم الإضافية الإجبارية، مما يؤدي إلى حصولهم على 4 أوراق بحثية نتج عنها 2 GCSEs، مقابل 3 GCSEs المقدمة من خلال أخذ علوم منفصلة.

### الولايات المتحدة

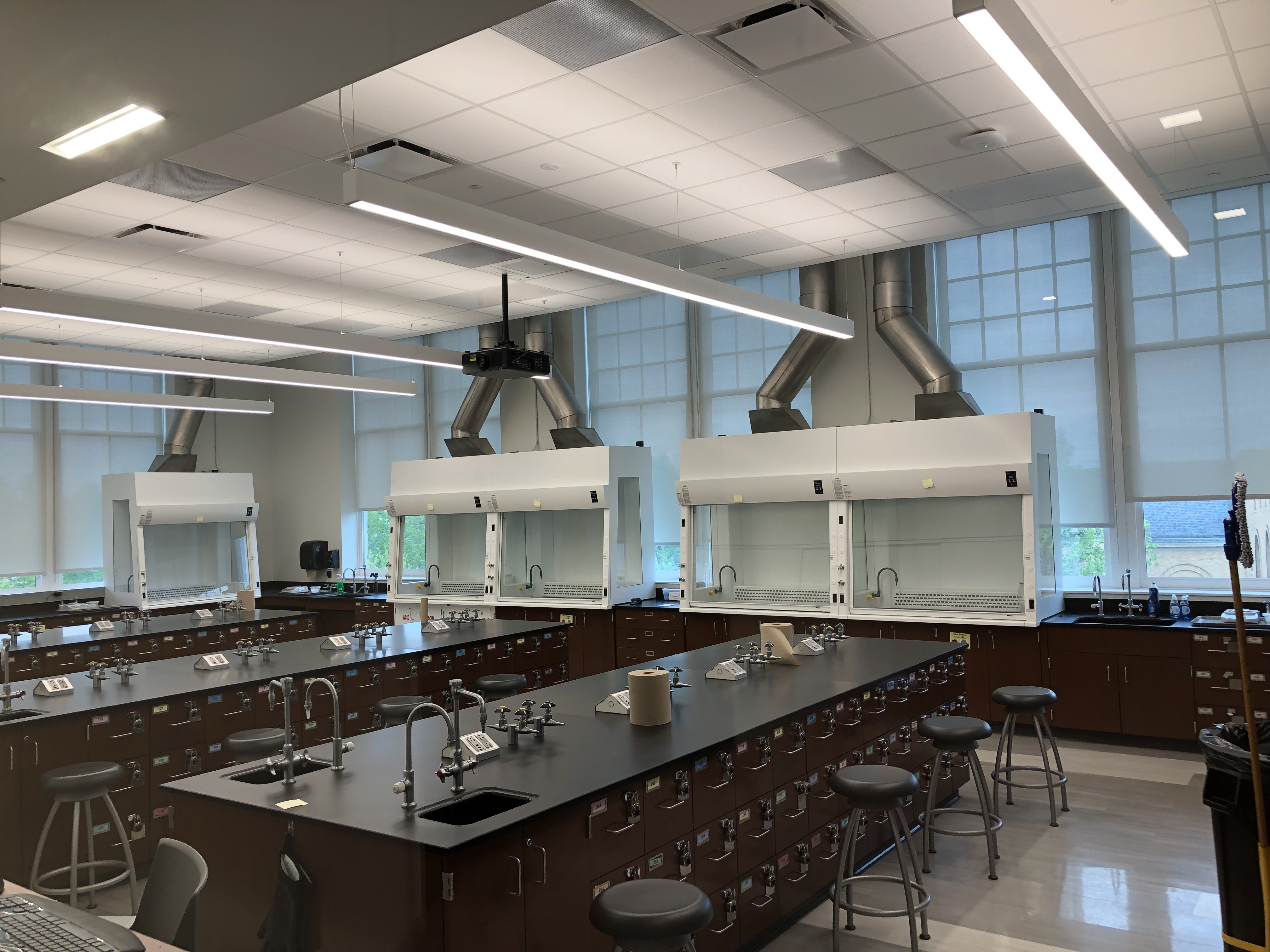
معمل كيمياء جامعي في الولايات المتحدة.

في العديد من الولايات الأمريكية، يجب أن يلتزم معلمو رياض الأطفال وحتى الصف الثاني عشر بمعايير أو أطر صارمة للمحتوى الذي يتم تدريسه لكل الفئات العمرية. يؤدي هذا غالبًا إلى تسرع المعلمين في "تغطية" المواد دون "تدريسها" حقًا. بالإضافة إلى ذلك، غالبًا ما يتم التغاضي عن عملية العلم، بما في ذلك عناصر مثل المنهج العلمي والتفكير النقدي. يمكن أن ينتج عن هذا التركيز الطلاب الذين يجتازون الاختبارات القياسية دون تطوير مهارات معقدة في حل المشكلات. على الرغم من أن تعليم العلوم الأمريكية على مستوى الكلية يميل إلى أن يكون أقل تنظيمًا، إلا أنه في الواقع أكثر صرامة، حيث يتناسب المعلمون والأساتذة مع محتوى أكثر في نفس الفترة الزمنية.
في عام 1996، أنتجت الأكاديمية الوطنية الأمريكية للعلوم التابعة للأكاديميات الوطنية الأمريكية المعايير الوطنية لتعليم العلوم، وهي متاحة على الإنترنت مجانًا بأشكال متعددة. لا يزال تركيزها على العلم القائم على الاستقصاء، استنادًا إلى نظرية البنائية بدلاً من التوجيه المباشر للحقائق والأساليب، مثيرًا للجدل. تشير بعض الأبحاث إلى أنه أكثر فاعلية كنموذج لتدريس العلوم.
"تتطلب المعايير أكثر من مجرد "العلم كعملية"، حيث يتعلم الطلاب مهارات مثل الملاحظة والاستنتاج والتجربة. يعتبر الاستفسار أساسيًا لتعلم العلوم. عند المشاركة في الاستفسار، يصف الطلاب الأشياء والأحداث، ويطرحون الأسئلة، ويصنعون التفسيرات، واختبار تلك التفسيرات مقابل المعرفة العلمية الحالية، ونقل أفكارهم للآخرين. فهم يحددون افتراضاتهم، ويستخدمون التفكير النقدي والمنطقي، ويفكرون في التفسيرات البديلة. وبهذه الطريقة، يطور الطلاب بنشاط فهمهم للعلم من خلال الجمع بين المعرفة العلمية والتفكير ومهارات التفكير".
غالبًا ما كان القلق بشأن تعليم العلوم ومعايير العلوم مدفوعًا بالمخاوف من أن الطلاب الأمريكيين، وحتى المعلمين، يتخلفون عن أقرانهم في التصنيفات الدولية. أحد الأمثلة البارزة هو موجة إصلاحات التعليم التي تم تنفيذها بعد أن أطلق الاتحاد السوفيتي قمره الصناعي سبوتنك 1 في عام 1957. أول وأبرز هذه الإصلاحات كان بقيادة لجنة دراسة العلوم الفيزيائية في معهد ماساتشوستس للتكنولوجيا. في السنوات الأخيرة، دعا قادة الأعمال، مثل رئيس شركة مايكروسوفت بيل غيتس، إلى مزيد من التركيز على تعليم العلوم، قائلاً إن الولايات المتحدة تخاطر بفقدان ميزتها الاقتصادية. ولهذه الغاية، فإن الاستفادة من إمكانات أمريكا هي منظمة تهدف إلى الحصول على المزيد من الطلاب للتخرج بشهادات في العلوم والتقانة والهندسة والرياضيات. ومع ذلك، تشير استطلاعات الرأي العام إلى أن معظم الآباء في الولايات المتحدة راضون عن تعليم العلوم وأن مستوى قلقهم قد انخفض بالفعل في السنوات الأخيرة.
علاوة على ذلك، في استطلاع المناهج الوطنية الأخير الذي أجرته ACT، كشف الباحثون عن انفصال محتمل بين معلمي العلوم. "صنف كل من مدرسي المدارس الإعدادية ومدرسي العلوم بعد الثانوية مهارات العملية/الاستقصاء على أنها أكثر أهمية من موضوعات محتوى العلوم المتقدمة؛ قام معلمو المدارس الثانوية بتقييمهم بالترتيب المعاكس تمامًا." ربما يكون هناك مزيد من التواصل بين المعلمين في مستويات الصف المختلفة ضروريًا لضمان الأهداف المشتركة للطلاب.

#### إطار تعليم العلوم 2012
وفقًا لتقرير صادر عن الأكاديمية الوطنية للعلوم، تحتل مجالات العلوم والتكنولوجيا والتعليم مكانة بارزة في العالم الحديث، ولكن لا يوجد عدد كافٍ من العاملين في الولايات المتحدة يدخلون مهن العلوم والتكنولوجيا والهندسة والرياضيات (STEM). في عام 2012، طورت لجنة الأكاديمية الوطنية للعلوم المعنية بإطار عمل مفاهيمي لمعايير تعليم العلوم الجديدة من مرحلة رياض الأطفال إلى الصف الثاني عشر إطارًا توجيهيًا لتوحيد تعليم العلوم من مرحلة رياض الأطفال حتى الصف الثاني عشر بهدف تنظيم تعليم العلوم بشكل منهجي عبر سنوات التعليم الأساسي والثانوي. بعنوان إطار لتعليم العلوم K-12: الممارسات والمفاهيم الشاملة والأفكار الأساسية، يروج المنشور لتوحيد تعليم العلوم K-12 في الولايات المتحدة. يشدد على معلمي العلوم للتركيز على "عدد محدود من الأفكار الأساسية التأديبية والمفاهيم الشاملة، بحيث يتم تصميم الطلاب بشكل مستمر على معرفتهم وقدراتهم ومراجعتها على مدار سنوات متعددة، ودعم تكامل هذه المعرفة والقدرات مع الممارسات المطلوبة للمشاركة في البحث العلمي والتصميم الهندسي".
يقول التقرير إن الأمريكيين في القرن الحادي والعشرين يحتاجون إلى تعليم العلوم من أجل الانخراط و"التحقيق بشكل منهجي في القضايا المتعلقة بأولوياتهم الشخصية والمجتمعية"، بالإضافة إلى التفكير علميًا ومعرفة كيفية تطبيق المعرفة العلمية. اللجنة التي صممت هذا الإطار الجديد ترى أن هذه الحتمية هي مسألة مساواة تعليمية لمجموعة متنوعة من أطفال المدارس. إن إشراك المزيد من الطلاب المتنوعين في تعليم العلوم والتكنولوجيا والهندسة والرياضيات هو مسألة تتعلق بالعدالة الاجتماعية كما تراها اللجنة.

#### معايير العلوم للجيل القادم 2013
في عام 2013، تم إصدار معايير جديدة لتعليم العلوم تعمل على تحديث المعايير الوطنية التي تم إصدارها في عام 1996. وقد تم تطوير هذه المبادئ التوجيهية من قبل 26 حكومة ولاية ومنظمات وطنية للعلماء ومعلمي العلوم، وتهدف المبادئ التوجيهية، المسماة معايير العلوم للجيل القادم، إلى "مكافحة انتشار الجهل العلمي، لتوحيد التدريس بين الولايات، وزيادة عدد خريجي المدارس الثانوية الذين يختارون التخصصات العلمية والتقانية في الكلية... "يتضمن إرشادات لتعليم الطلاب حول مواضيع مثل تغير المناخ والتطور. يتم التركيز على تدريس العملية العلمية بحيث يكون لدى الطلاب فهم أفضل لأساليب العلم ويمكنهم تقييم الأدلة العلمية بشكل نقدي. المنظمات التي ساهمت في تطوير المعايير تشمل الجمعية الوطنية لتدريس العلوم، والجمعية الأمريكية لتقدم العلوم، والمجلس القومي للبحوث، ومنظمة أرشيف، وهي منظمة غير ربحية شاركت أيضًا في تطوير معايير الرياضيات واللغة الإنجليزية.

#### معايير العلوم للجيل القادم
تم تحديد منهج تعليم العلوم في الولايات المتحدة من خلال معايير العلوم للجيل القادم (NGSS) التي تم إصدارها في أبريل 2013. والغرض من NGSS هو إنشاء منهج دراسي موحد من رياض الأطفال حتى الصف الثاني عشر. تم وضع هذه المعايير على أمل إصلاح نظام تعليم العلوم السابق، وتعزيز التحصيل العالي للطلاب من خلال المناهج الدراسية المحسنة وتطوير المعلمين. تتكون معايير علوم الجيل القادم من ثلاثة مكونات مدرجة على النحو التالي: الأفكار الأساسية التأديبية، وممارسات العلوم والهندسة، والمفاهيم المتقاطعة، ويشار إليها على أنها الأبعاد الثلاثة لمعايير الجيل القادم من العلوم. ضمن هذه المعايير، هناك تأكيد على التوافق مع معايير الدولة الأساسية المشتركة K-12. يركز البعد المعنون "ممارسات العلوم والهندسة" على تعلم الطلاب للمنهج العلمي. هذا يعني أن هذا البعد يتمحور حول ممارسة العلوم بطريقة عملية، مما يمنح الطلاب الفرصة لمراقبة العمليات العلمية، وافتراض، ومراقبة النتائج. يسلط هذا البعد الضوء على الأساليب التجريبية للعلم. يؤكد البعد المعنون "المفاهيم الشاملة" على فهم الموضوعات الرئيسية في مجال العلوم. "المفاهيم المتقاطعة" هي موضوعات ذات صلة ثابتة في العديد من التخصصات العلمية المختلفة، مثل تدفق الطاقة/المادة، والسبب/النتيجة، وممارسات الأنظمة/النظام، والأنماط، والعلاقة بين الهيكل والوظيفة، والاستقرار/التغيير. الغرض من تحديد هذه الموضوعات الرئيسية يتعلق بالتعلم المعمم، مما يعني أن فعالية هذه الموضوعات يمكن أن تكمن في حقيقة أن هذه المفاهيم مهمة في جميع التخصصات العلمية. القصد من ذلك هو أنه من خلال تعلمهم، سيخلق الطلاب فهمًا واسعًا للعلم. يحدد البعد المعنون "الأفكار الأساسية التأديبية" مجموعة من الأفكار الرئيسية لكل مجال علمي. على سبيل المثال، تمتلك العلوم الفيزيائية مجموعة معينة من الأفكار الأساسية التي وضعها إطار العمل.

#### تعليم العلوم والأساسية المشتركة
تؤكد معايير التعليم الأساسية المشتركة على مهارات القراءة والكتابة والتواصل. كان الغرض من هذه المعايير للغة الإنجليزية والرياضيات هو إنشاء أهداف قابلة للقياس لتعلم الطلاب تتماشى مع المعايير المعمول بها في الدول الأخرى، بحيث يصبح الطلاب في الولايات المتحدة مستعدين للنجاح على مستوى عالمي. إنه يهدف إلى وضع معايير للأكاديميين صارمة بطبيعتها وإعداد الطلاب للتعليم العالي. كما تم تحديد أنه يجب استيعاب الطلاب ذوي الإعاقة بشكل صحيح بموجب المعايير الأساسية المشتركة عبر برنامج التعليم المنفرد (IEP). في ظل هذه المعايير، أصبح فهم الكتابة العلمية مهارة مهمة للطلاب للتعلم من خلال الكتب المدرسية.

#### إستراتيجيات تعليم العلوم
تشير الدلائل، مع ذلك، إلى أن الطلاب يتعلمون العلوم بشكل أكثر فاعلية في ظل التعلم العملي القائم على النشاط والاستقصاء، بدلاً من التعلم من الكتاب المدرسي. لقد لوحظ أن الطلاب، وخاصة أولئك الذين يعانون من صعوبات التعلم، يؤدون أداءً أفضل في اختبارات الوحدة بعد تعلم العلوم من خلال الأنشطة، بدلاً من التعلم القائم على الكتب المدرسية. وبالتالي، يُقال أن العلم يتم تعلمه بشكل أفضل من خلال الأنشطة التجريبية. بالإضافة إلى ذلك، أفادت أن الطلاب، وخاصة أولئك الذين يعانون من صعوبات التعلم، يفضلون ويشعرون أنهم يتعلمون بشكل أكثر فعالية من خلال التعلم القائم على النشاط. يمكن لمثل هذه المعلومات أن تساعد في تحديد الطريقة التي يتم بها تدريس العلوم وكيف يمكن تدريسها بشكل أكثر فاعلية للطلاب من جميع القدرات. يعتبر المختبر مثالاً تأسيسيًا للتعلم العملي القائم على النشاط. في المختبر، يستخدم الطلاب المواد لمراقبة المفاهيم والظواهر العلمية. يمكن أن يشمل المختبر في تعليم العلوم عدة مراحل مختلفة. تشمل هذه المراحل التخطيط والتصميم والأداء والتحليل والتفسير. يعتقد العديد من المعلمين أن العمل المخبري يعزز التفكير العلمي لدى طلابهم، ومهارات حل المشكلات، والتنمية المعرفية. منذ عام 1960، أخذت الاستراتيجيات التعليمية لتعليم العلوم في الاعتبار نموذج جان بياجيه التنموي، وبالتالي بدأت في تقديم مواد ملموسة وإعدادات معملية، والتي تتطلب من الطلاب المشاركة بنشاط في تعلمهم.
بالإضافة إلى أهمية المختبر في تعلم العلوم وتدريسها، كانت هناك زيادة في أهمية التعلم باستخدام الأدوات الحسابية. لقد ثبت أن استخدام الأدوات الحسابية، التي أصبحت منتشرة للغاية في مجالات العلوم والتكنولوجيا والهندسة والرياضيات نتيجة لتقدم التكنولوجيا، تدعم تعلم العلوم. أصبح تعلم العلوم الحاسوبية في الفصل الدراسي أمرًا أساسيًا لتعلم الطلاب لمفاهيم العلوم الحديثة. في الواقع، تشير معايير علوم الجيل التالي على وجه التحديد إلى استخدام الأدوات والمحاكاة الحسابية. من خلال استخدام الأدوات الحسابية، يشارك الطلاب في التفكير الحسابي، وهي عملية معرفية يكون فيها التفاعل مع الأدوات الحسابية مثل أجهزة الحاسوب جانبًا أساسيًا. مع تزايد أهمية التفكير الحسابي في العلوم، أصبح جانبًا مهمًا بشكل متزايد في التعلم لكي يعمل معلمو العلوم على أساسه.
هناك إستراتيجية أخرى، والتي قد تشمل الأنشطة العملية واستخدام الأدوات الحسابية، وهي إنشاء تجارب حقيقية لتعلم العلوم. تم اقتراح العديد من وجهات النظر حول تعليم العلوم الحقيقي، بما في ذلك: المنظور القانوني - جعل تعليم العلوم مشابهًا بقدر الإمكان للطريقة التي يمارس بها العلم في العالم الحقيقي؛ تتمحور حول الشباب - حل المشكلات التي تهم الطلاب الصغار؛ السياقية - مزيج من المنظورات المتعارف عليها والمتمحورة حول الشباب. على الرغم من أن الأنشطة التي تتضمن استفسارًا عمليًا وأدوات حسابية قد تكون أصيلة، فقد أكد البعض أن مهام الاستفسار المستخدمة بشكل شائع في المدارس ليست موثوقة بدرجة كافية، ولكنها غالبًا ما تعتمد على تجارب "كتاب الطبخ" البسيطة. يمكن تنفيذ خبرات تعلم العلوم الحقيقية بأشكال مختلفة. على سبيل المثال: التحري اليدوي، ويفضل أن يشمل تحرٍ مفتوح؛ شراكة بين الطالب والمعلم والعالم (STSP) أو مشروعات علم الجميع؛ التعلم القائم على التصميم (DBL)؛ استخدام البيئات المستندة إلى الويب التي يستخدمها العلماء (باستخدام أدوات المعلوماتية الحيوية مثل قواعد بيانات الجينات أو البروتينات وأدوات المحاذاة وما إلى ذلك)، والتعلم باستخدام الأدب الابتدائي المعدل (APL)، والذي يعرض الطلاب أيضًا للطريقة التي يقوم بها المجتمع العلمي بتوصيل المعرفة. يمكن تطبيق هذه الأمثلة والمزيد في مجالات العلوم المختلفة التي يتم تدريسها في المدارس (بالإضافة إلى التعليم الجامعي)، وتتوافق مع الدعوات لتضمين الممارسات العلمية في مناهج العلوم.

#### تعليم العلوم غير الرسمي

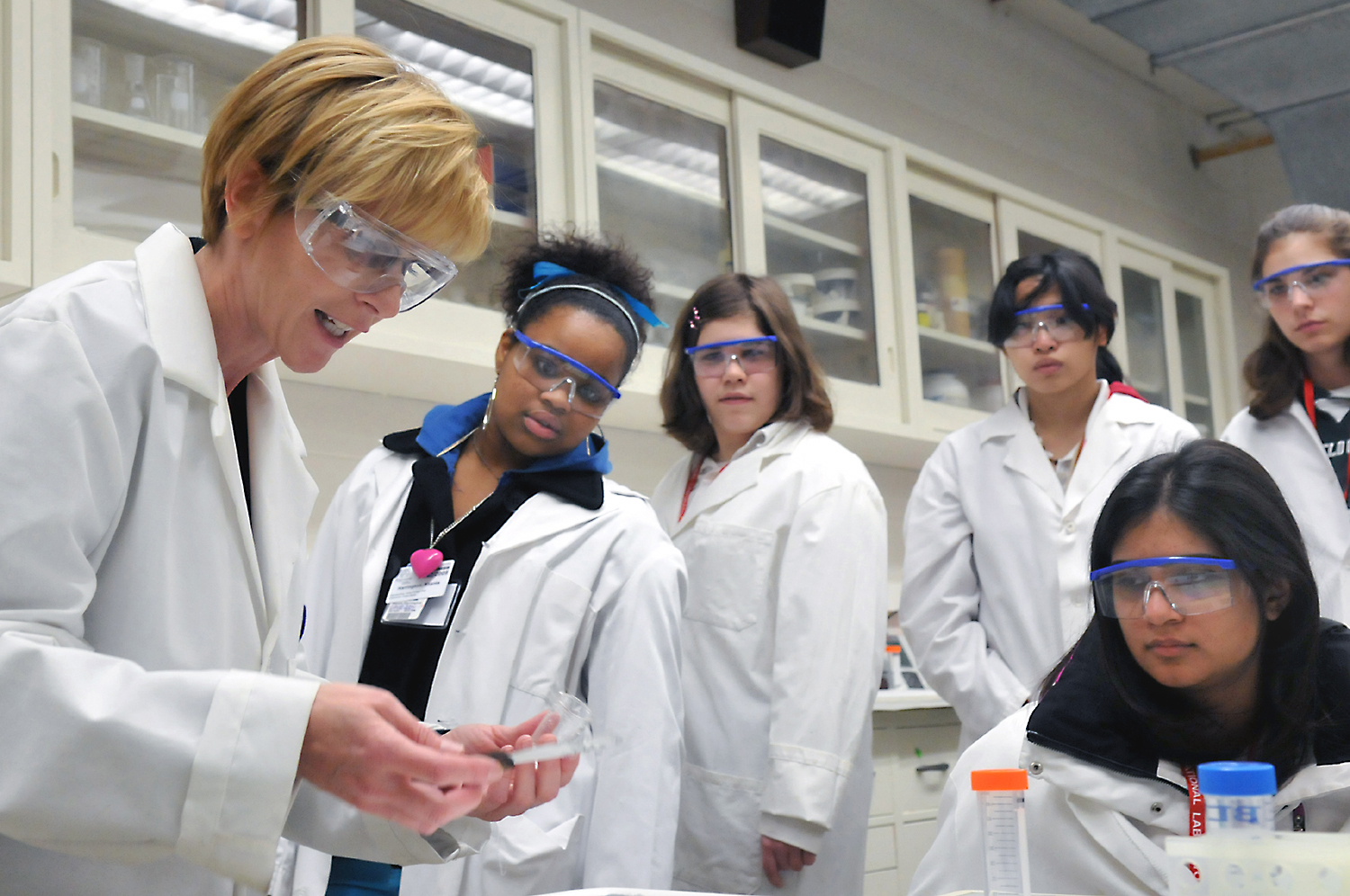
شابات يشاركن في مؤتمر في مختبر أرجون الوطني.

تعليم العلوم غير الرسمي هو تعليم العلوم وتعلمها الذي يحدث خارج المناهج الدراسية الرسمية في أماكن مثل المتاحف ووسائل الإعلام والبرامج المجتمعية. أنشأت الجمعية الوطنية لتدريس العلوم بيان موقف بشأن تعليم العلوم غير الرسمي لتحديد وتشجيع تعلم العلوم في العديد من السياقات وطوال فترة الحياة. يتم تمويل البحث في تعليم العلوم غير الرسمي في الولايات المتحدة من قبل مؤسسة العلوم الوطنية. يوفر مركز النهوض بتعليم العلوم غير الرسمي (CAISE) موارد لمجتمع تعليم العلوم غير الرسمي.
تشمل أمثلة تعليم العلوم غير الرسمي مراكز العلوم ومتاحف العلوم وبيئات التعلم الرقمية الجديدة (مثل جائزة التحدي العالمي)، والعديد منها أعضاء في رابطة مراكز العلوم والتكنولوجيا (ASTC). يعد معهد فرانكلين في فيلادلفيا ومتحف العلوم (بوسطن) أقدم المتاحف من هذا النوع في الولايات المتحدة. تشمل الوسائط برامج تلفزيونية مثل نوفا وتفاحة نيوتن و"بيل ناي رجل العلم" و"بيكمان ورلد" وباص المدرسة العجيب وتلفزيون اليعسوب. تضمنت الأمثلة المبكرة لتعليم العلوم على التلفزيون الأمريكي برامج دانييل كيو بوسين، مثل "عالم الدكتور بوسين" و"الكون من حولنا" و"على أكتاف العمالقة" و"خارج هذا العالم". ومن الأمثلة على البرامج المجتمعية برامج تنمية الشباب 4-H، والتوعية العملية بالعلوم، ووكالة ناسا وبرامج ما بعد المدرسة والفتيات في المركز. يتم تشجيع التعليم المنزلي من خلال المنتجات التعليمية مثل خدمة الاشتراك السابقة (1940-1989) أشياء من العلم.
في عام 2010، أصدرت الأكاديميات الوطنية "محاطة بالعلوم: تعلم العلوم في البيئات غير الرسمية"، بناءً على دراسة المجلس القومي للبحوث، تعلم العلوم في البيئات غير الرسمية: الناس والأماكن والمساعي. يُعد كتاب "مُحاط بالعلوم" كتابًا مرجعيًا يوضح كيف يمكن للبحوث الحالية حول تعلم العلوم عبر إعدادات العلوم غير الرسمية أن توجه التفكير والعمل والمناقشات بين ممارسي العلوم غير الرسمية. يتيح هذا الكتاب الوصول إلى الأبحاث القيمة للعاملين في العلوم غير الرسمية: المعلمين، والمتخصصين في المتاحف، وأعضاء هيئة التدريس بالجامعة، وقادة الشباب، والمتخصصين في وسائل الإعلام، والناشرين، والصحفيين الإذاعيين، وغيرهم الكثير.

## وصلات خارجية
- رابطة تعليم معلمي العلوم، الموقع الرسمي. (بالإنجليزية)
- المركز الوطني لتعليم العلوم، الموقع الرسمي. (بالإنجليزية)